# MeTube
MeTube – indonezyjski serwis internetowy o charakterze platformy streamingowej, pozwalający na udostępnianie i oglądanie treści wideo.
Serwis został uruchomiony w 2016 roku, a jego właścicielem było przedsiębiorstwo Media Nusantara Citra.
Portal oferował dostęp do telewizji online (kanałów RCTI, MNCTV, GTV, iNews) oraz treści dostarczanych przez partnerów. Umożliwiał także udostępnianie materiałów wideo przesyłanych przez użytkowników.
W 2020 roku platforma została zintegrowana z usługą RCTI+.